# Soulfly
Soulfly es una banda brasileña-estadounidense de groove metal originaria de Belo Horizonte, Brasil y afincada en Phoenix, Arizona, que mezcla estilos brasileños y étnicos. En una entrevista con Max Cavalera en 2015, este afirmó que el nombre de la banda proviene de la canción "Headup" de Deftones del disco Around the Fur (1997), en la cual participa Max.
El grupo fue creado por Max Cavalera en 1997 después de abandonar Sepultura por diferencias personales y musicales. Él se mantiene como único miembro estable de la banda, la cual ha tenido varios miembros, entre ellos el guitarrista Logan Mader, ex Machine Head, o David Ellefson, exbajista de Megadeth.
Su estilo agresivo y tribal ha sido influenciado por las conexiones de la banda en cuestiones políticas, sociales, musicales y por las ideas de reivindicación de la banda como una tribu, liderada por Cavalera.

## Historia

### Comienzos
Debido a problemas acaecidos en el seno de Sepultura, Max Cavalera, cantante, guitarrista y principal compositor de los brasileños, decidió iniciar una nueva aventura musical bajo el nombre de Soulfly. Max Cavalera tuvo una infancia difícil y, como otros casos, la música fue su vía de escape, la forma de encontrar un motivo para vivir. Primero con Sepultura y después con Soulfly. Max estuvo algún tiempo deprimido por toda la problemática que rodeó su salida de Sepultura, cuando los sentimientos profesionales se mezclaron con los personales y donde estuvieron también involucradas personas muy allegadas a él como su hermano Iggor y su esposa Gloria, respectivamente batería y mánager del grupo en aquellos difíciles momentos. Pero Max siempre manifestó su intención de regresar al mundo del metal y su promesa quedó cumplida cuando anunció la creación de su nueva banda: Soulfly. 
El primer componente en incorporarse a Soulfly fue el baterista Roy Mayorga quien se desplazó hasta Phoenix, lugar de residencia de Max, para poner en marcha el proyecto. Posteriormente se sumaron el bajista Marcelo Dias, conocido por Max desde hacía 12 años al haber sido el encargado de las luces de Sepultura durante sus actuaciones en directo. Para cubrir el puesto de guitarra Max recurrió a otro viejo conocido, Lucio Maia. La inestabilidad de su formación pronto sería una de las características de Soulfly.

### Álbum debut
Cuando surgió su primera grabación, Soulfly (1998) el guitarrista ya no era Lucio, sino Jackson Bandeira, pero cuando el grupo debutó en directo el 15 de diciembre de 1998 en Sao Paulo, era ya Logan Mader, ex-Machine Head y actualmente formando parte importante de Medication, grupo en el que también figuró Mayorga, un apellido también sinónimo de inestabilidad. En su debut discográfico Máx Cavalera expuso toda su versatilidad como músico, fusionando dos culturas, su latina natal y la adoptiva anglosajona. Las partes de percusión alcanzaban una gran importancia, pero los potentes riffs distorsionados mantenían la energía elevada. Las letras mostraban, como en él es habitual, a un Max crítico con la sociedad y claro, las comparaciones con Sepultura fueron inevitables, o sea, Soulfly comenzó con el nu metal. Se trató de un primer paso con efectos positivos y toques inesperados. Max contó con colaboradores de lujo como Chino Moreno (Deftones), Burton C Bell y Dino Cazares (Fear Factory) y Fred Durst(Limp Bizkit). Después de su debut, la banda de Max pasó por un periodo de conflictos internos. Roy Mayorga desertó en 1999 por motivos nunca aclarados y fue sustituido por Joe Nunez. Mayorga se fue junto a Logan Mader para contribuir a la creación de Medication.
Durante ese periodo estuvo de Gira por los Estados Unidos con los Grupos Rammstein y Mindless Self Indulgence.

### Primitive
En el 2000 apareció Primitive el segundo trabajo con la inclusión del guitarrista Mikey Doling, junto a Max, Marcelo y Joe. En Primitive, Max volvía a explotar con su habitual originalidad sus raíces latinas, incluyendo una sustancial variedad de percusión, pero sin olvidar la parte agresiva. Como en su anterior grabación Cavalera contó con algunos ilustres colaboradores: Corey Taylor (Slipknot y Stone Sour), Chino Moreno (Deftones), Tom Araya (Slayer) y el hijo del fallecido John Lennon, Sean.

### III
Primitive permitió a Max girar por un buen puñado de países y afirmar su posición como músico de reconocida calidad. Tras un tiempo de silencio discográfico, el 2002 se presenta como otro año en el que Soulfly debe presentar nueva grabación, y con la novedad del retorno de Roy Mayorga. Sale por tanto su disco III, en el cual, se incrementa la dureza y aparecen los primeros dobles bombos.

### Prophecy
La música de los discos anteriores de Soulfly - Soulfly, Primitive, y 3 - es fluida, experimental, e impredecible, y siempre han ido a la búsqueda del cambio.  Para su cuarto álbum,Prophecy, Soulfly y su líder Max Cavalera, decidieron cambiar las pautas una vez más. Respaldado por un elenco de músicos totalmente nuevos, Prophecy representa a unos Soulfly más frescos, más nuevos y totalmente revitalizados. "Decidí hacer algo diferente en este disco", admite Cavalera, llegando al punto de afirmar que Prophecy es el viaje sónico más excitante en el que se ha embarcado desde los días de Sepultura. "Le he dado un enfoque diferente, algo que he querido hacer desde hace tiempo. Nunca quise que Soulfly fuera una banda como Metallica, continuamente con los mismos cuatro tipos. En cada uno de los discos de Soulfly, hemos cambiado nuestra formación y probablemente continúe siendo así. Para lograrlo, tuve que empezar desde dentro y reunir a gente que me llamaba la atención, con los que nunca había tocado con anterioridad." Este ha sido un paso arriesgado y audaz para Cavalera y Soulfly, pero son los riesgos más grandes los que reportan las recompensas más gratificantes, y eso es lo que Prophecy pone de manifiesto. Cavalera reclutó a Marc Rizzo, antes en Ill Nino, para que tocara la guitarra; unió sus fuerzas a las del batería Joe Nuñez, que había tocado con Primitive; y repartió la tarea del bajo entre David Ellefson, bajista de Megadeth y Bobby Burns, bajista de Primer 55. Eligió a Rizzo por su variedad de habilidades, que van desde el flamenco al heavy rock. Contó con Ellefson y Burns porque los había conocido durante sus años en la carretera y respetaba sus trabajos y sus talentos. Aunque puede parecer inusual emplear a dos personas para el trabajo de bajista en Prophecy, Cavalera insiste que esto le aporta al disco sabores distintos.
Cavalera ha viajado literalmente por todo el mundo para condimentar sus anteriores discos con los sabores del mundo. Ha hecho acampada a las puertas de un castillo en Inglaterra. Ha regresado a su país nativo, Brasil. Para Prophecy, viajó a Serbia con el fin de trabajar con músicos nativos. Tras muchos viajes a ese país y después de haber experimentado la cultura, sintió la inspiración necesaria para crear este álbum. Mientras Soulfly no escatiman su grandilocuencia, los sonidos experimentales y las músicas del mundo se reafirman de una forma más contundente en Prophecy. 

### Dark Ages
En 2005, presentan su disco Dark Ages, en el cual se muestra un disco más oscuro y más thrasher que cualquiera de los anteriores. Aparecen los primeros tintes líricos que hacen que sea uno de los discos más influyentes.

### Conquer
En 2008, vuelven a sacar otro disco, Conquer, al poco de que saliera el de su otro proyecto con su hermano Igor, Cavalera Conspiracy.

### Omen
En 2010 sacan otro disco, Omen.

### Enslaved
En 2012 sacan otro disco, Enslaved, en donde cambian rotundamente su estilo de nu metal hacia un groove metal, thrash metal e incluso death metal.

### Cambio de sello y Savages
En 2013 la banda rompe su contrato con Roadrunner Records y firman con Nuclear Blast Records y con ello sacan su otro disco bajo ese sello, Savages, que contiene la colaboración del hijo de Max Cavalera, Igor Cavalera Jr. en las voces.

### Archangel
En 2015 sacan su décimo disco, Archangel, su sonido contiene más tintes de death metal.

## Miembros

### Miembros actuales
- Max Cavalera: voz, guitarra, berimbau (1997-presente)
- Zyon Cavalera: batería, percusión (2013-presente)
- Mike Leon: bajo (2015-presente)

### Miembros anteriores
- Marcelo Dias: bajo  (1997-2003)
- Mikey Doling: guitarra  (1999-2003)
- Roy Mayorga: batería (1997-1999, 2002-2003)
- Logan Mader: guitarra (1998-1999)
- Jackson Bandeira: guitarra (1997-1998)
- David Ellefson: bajo (2003-2005)
- Bobby Burns: bajo(2003-2010)
- Marc Rizzo: guitarra (2003-2021)
- Johny Chow: bajo (2010-2011)
- Joe Nuñez: batería (2000-2001, (2003-2011)
- David Kinkade: batería (2011-2013)
- Tony Campos: bajo (2011-2015)

## Discografía

### Álbumes de estudio
- Soulfly (1998)
- Primitive (2000)
- 3 (2002)
- Prophecy (2004)
- Dark Ages (2005)
- Conquer (2008)
- Omen (2010)
- Enslaved (2012)
- Savages (2013)
- Archangel (2015)
- Ritual (2018)
- Totem (2022)

### EP
- Tribe (1999)

### DVD
- The Song Remains Insane (2006)
- Conquer (2008)

## Videos
- «Bleed» (del álbumSoulfly, aquí colabora cantando a dueto con Max Cavalera: Fred Durst, vocalista de Limp Bizkit y también colaborando DJ Lethal de la misma agrupación).
- «Back to the Primitive» (del álbum Primitive).
- «Seek 'N' Strike» (del álbum 3).
- «Prophecy» (del álbum Prophecy, filmado en la Navajo Indian Reservation en Monument Valley, Utah, Colorado, Estados Unidos).
- «Carved Inside» (2005) (del álbum Dark Ages).
- «Frontlines» (2005)(del álbum Dark Ages).
- «Innerspirit» (2006) (del álbum Dark Ages, Con la participación de Nemanja 'Coyote' Kojic).
- «Unleash» (2008) (del álbum Conquer, aquí colabora cantando a dueto con Max Cavalera: Dave Peters, vocalista de Throwdown).
- «Rise of the Fallen» (2010) (del álbum 'Omen).
- «World Scum» (2012) (del álbum Enslaved).
- «Bloodshed» (2013) (del álbum Savages).
- «Archangel» (2015) (del álbum Archangel